# Toxicología acuática

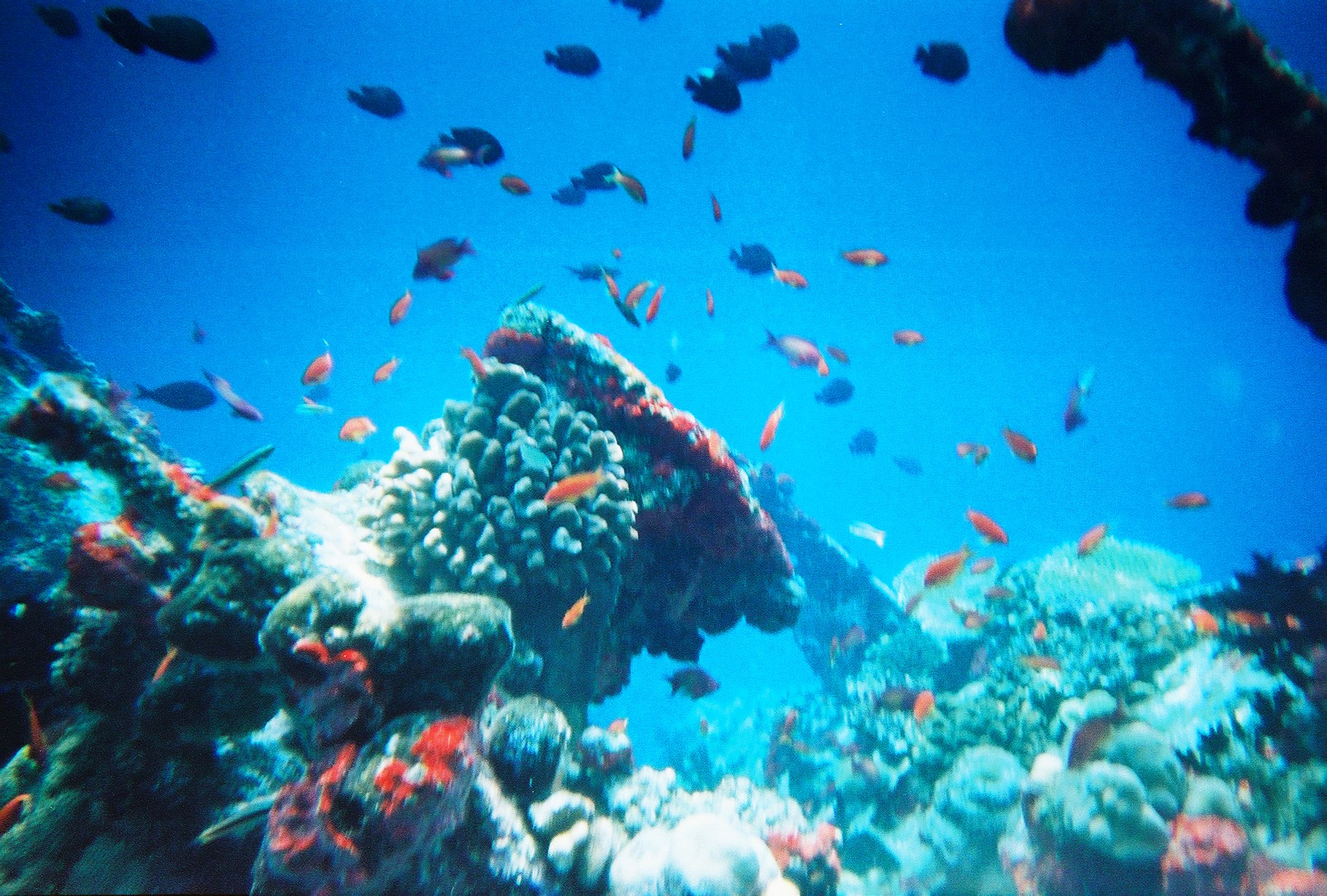
Medio acuático

La toxicología acuática es el estudio de los efectos de las sustancias químicas junto a otros materiales y actividades, tanto antropogénicos como naturales, sobre los organismos acuáticos. 

## Definición
La toxicología acuática es el estudio de los efectos de las sustancias químicas sintéticas junto a otros materiales y actividades, tanto antropogénicos como naturales, sobre los organismos acuáticos en varios niveles de organización, desde los organismos unicelulares a los pluricelulares, hasta las comunidades y los ecosistemas.
La toxicología acuática es un campo multidisciplinario que integra toxicología, ecología acuática y química acuática.
Este campo de estudio incluye ambientes de agua dulce, agua salada y sedimentos. 
Las pruebas comunes incluyen pruebas estandarizadas de toxicidad aguda y crónica que duran de 24 a 96 horas (pruebas agudas) a 21 días o más (pruebas crónicas). Estas pruebas miden diferentes niveles en los que la toxicología puede afectar; como la supervivencia, el crecimiento o la reproducción; en ellas se obtiene cada concentración en un gradiente, junto con una prueba de control. Por lo general, se utilizan organismos seleccionados con sensibilidad ecológicamente relevante a los tóxicos y antecedentes bibliográficos bien establecidos. Estos organismos se pueden adquirir o cultivar fácilmente en el laboratorio y son fáciles de manejar.

## Historia en Estados Unidos
Si bien la investigación básica moderna en toxicología comenzó en varios países en la década de 1800, no fue hasta alrededor de la década de 1930 cuando se estableció el uso de pruebas de toxicidad aguda, especialmente en peces.
Durante las siguientes dos décadas, los efectos de los productos químicos y los desechos en las especies no humanas se convirtieron en un problema público y la era de los bioensayos de encurtidos comenzó a medida que aumentaron los esfuerzos para estandarizar las técnicas de prueba de toxicidad. 
En los Estados Unidos, la aprobación de la “Federal Water Pollution Control Act of 1947” marcó la primera legislación integral para el control de la contaminación del agua y fue seguida por la Federal Water Pollution Control Act en 1956.
En 1962, se renovaron los intereses públicos y gubernamentales, en gran parte debido a la publicación del Silent Spring (Primavera Silenciosa) de Rachel Carson, y tres años después se aprobó la Water Quality Act of 1965, que ordenaba a los estados a desarrollar estándares de calidad del agua.
La conciencia pública, así como la preocupación científica y gubernamental, continuaron creciendo a lo largo de la década de 1970 y, a fines de la década, la investigación se había expandido para incluir la evaluación de peligros y el análisis de riesgos.
En las décadas posteriores, la toxicología acuática ha seguido expandiéndose e internacionalizándose, por lo que ahora existe una fuerte aplicación de pruebas de toxicidad para la protección del medio ambiente.

## Ensayos de toxicidad acuática
Análisis de toxicología acuática (ensayos): los análisis de toxicidad se utilizan para proporcionar datos cualitativos y cuantitativos sobre los efectos adversos (nocivos) en los organismos acuáticos de un tóxico. 
Los análisis de toxicidad se pueden usar para evaluar el daño potencial a un ambiente acuático y para proporcionar una base de datos que se puede usar para evaluar el riesgo asociado, dada una situación, para un tóxico específico. 
Las pruebas de toxicología acuática se pueden realizar en el campo o en el laboratorio. Los experimentos de campo generalmente se basan en la exposición de múltiples especies y los experimentos de laboratorio normalmente se refieren a la exposición de una sola especie. Generalmente se obtiene una relación dosis-respuesta; la cual se suele representar con una curva sigmoidea para cuantificar los efectos tóxicos en un punto final o criterio de efecto seleccionado (es decir, muerte u otro efecto adverso para el organismo). La concentración se sitúa en el eje de abscisas y el porcentaje de inhibición o respuesta está en el eje de ordenadas.
Los criterios para los efectos, o puntos finales probados, pueden incluir efectos letales y subletales.

### Tipos de pruebas
Pruebas agudas.

Reloj analógico, para indicar la duración de las pruebas

 Son pruebas de exposición a corto plazo (horas o días) y generalmente usan la muerte como punto final. En exposiciones agudas, los organismos entran en contacto con dosis altas del tóxico una sola vez o en múltiples veces durante un corto período de tiempo y generalmente producen efectos inmediatos, dependiendo del tiempo de absorción del tóxico. 
Estas pruebas generalmente se realizan en organismos durante un período de tiempo específico de su ciclo de vida, y se consideran pruebas de ciclo de vida parcial. 
Las pruebas agudas no son válidas si la mortalidad en la muestra de control es superior al 10%. 
Los resultados se informan en CE50 (Concentración efectiva media).
Pruebas crónicas.

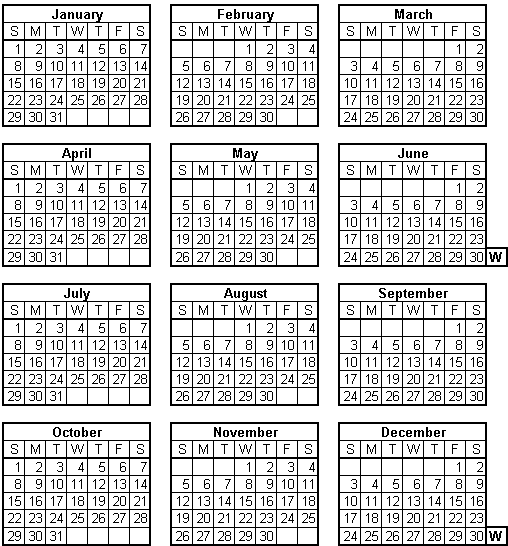
Calendario para indicar la duración de las pruebas

Son pruebas a largo plazo (semanas, meses o años), en relación con la vida útil del organismo de prueba (> 10% de la vida útil), y generalmente utilizan criterios de valoración subletales. En exposiciones crónicas, los organismos entran en contacto con dosis bajas y continuas de un tóxico. 
Las exposiciones crónicas pueden inducir efectos que se observan en exposición aguda, pero también pueden provocar efectos que se desarrollan lentamente. 
Las pruebas crónicas generalmente se consideran pruebas de ciclo de vida completo y cubren un tiempo de generación completo o ciclo de vida reproductivo. 
Las pruebas crónicas no se consideran válidas si la mortalidad en la muestra de control es superior al 20%. 
Estos resultados generalmente se informan en NOEC (nivel de efectos no observables) y LOEC (nivel de efecto mínimo observable).
Las pruebas de etapas tempranas de la vida se consideran exposiciones subcrónicas que son menores que un ciclo de vida reproductivo completo. Estas exposiciones también se denominan pruebas críticas de etapa de vida. Las pruebas en etapas tempranas de la vida no se consideran válidas si la mortalidad en la muestra de control es superior al 30%.
Las pruebas subletales a corto plazo se utilizan para evaluar la toxicidad de los efluentes para los organismos acuáticos. Estos métodos son desarrollados por la EPA y solo se centran en las etapas de la vida más sensibles. Los puntos finales para estas pruebas incluyen cambios en el crecimiento, la reproducción y la supervivencia. Los NOEC, LOEC y EC50 se informan en estas pruebas.
Pruebas de bioacumulación.
Son pruebas de toxicidad que se pueden usar para productos químicos hidrófobos que pueden acumularse en el tejido graso de los organismos. 
Los tóxicos con baja solubilidad en agua generalmente se pueden almacenar en el tejido graso debido al alto contenido de lípidos en este tejido.
El almacenamiento de estos tóxicos dentro del organismo puede conducir a una toxicidad acumulativa.
Las pruebas de bioacumulación utilizan factores de bioconcentración (FBC) para predecir las concentraciones de contaminantes en los organismos. 

### Características de las pruebas
Las pruebas de agua dulce y las pruebas de agua salada tienen diferentes métodos estándar, especialmente según lo establecido por las agencias reguladoras. Sin embargo, estas pruebas generalmente incluyen un control, una serie de dilución geométrica o logarítmica apropiada, cámaras de prueba e igual número de réplicas, y un organismo de prueba. 
El tiempo exacto de exposición y la duración de la prueba dependerán del tipo de prueba y del tipo de organismo. 
La temperatura, los parámetros de calidad del agua y la luz dependerán de los requisitos del organismo.

### Sistemas de exposición
Los tipos de sistemas de exposición más comunes para los medios acuáticos son los siguientes:
- Estatico Un análisis estático expone al organismo en agua estancada. El tóxico se agrega al agua para obtener las concentraciones deseadas para analizar. Los organismos de control y prueba se colocan en las soluciones de control y de prueba y el agua no se cambia durante la totalidad de la prueba.

- Recirculación. Una prueba de recirculación expone al organismo al tóxico de manera similar a la prueba estática, excepto que las soluciones de prueba se bombean a través de un filtro para mantener la calidad del agua, pero no reducir la concentración del tóxico en el agua. El agua circula continuamente a través de la cámara de prueba, de forma similar a una pecera aireada. Este tipo de prueba es más cara que la estática y no está claro si el filtro o el aire al que está expuesto el sistema tiene o no un efecto tóxico.
- Renovación. Una prueba de renovación también expone al organismo al tóxico de una manera similar a la prueba estática porque está en agua estancada. Sin embargo, en una prueba de renovación, la solución de prueba se renueva periódicamente (intervalos constantes) transfiriendo al organismo a una cámara de prueba nueva con la misma concentración de tóxico.
- Flujo directo. Una prueba de flujo directo expone al organismo al tóxico con un flujo hacia las cámaras de prueba y luego fuera de las cámaras. El flujo puede ser intermitente o continuo. Se debe preparar previamente una solución patrón de las concentraciones correctas de contaminante. Las bombas dosificadoras o diluyentes controlarán el flujo y el volumen de la solución de prueba, y se mezclarán las proporciones adecuadas de agua y contaminantes.[1]

### Especies que se utilizan en las pruebas
Existen diferentes tipos de pruebas de toxicidad que se pueden realizar en varias especies. Las diferentes especies difieren en su susceptibilidad a los productos químicos, muy probablemente debido a las diferencias en accesibilidad, tasa metabólica, tasa de excreción, factores genéticos, factores dietéticos, edad, sexo, salud y nivel de estrés del organismo. 
Las especies de prueba estándar comunes son la carpita cabezona (Pimephales promelas), Crustáceos planctónicos como Daphnia magna, Daphnia pulex, Daphnia pulicaria o Ceriodaphnia dubia, dípteros como Chironomus tentans o Chironomus ruparius, la trucha arcoíris (Oncorhynchus mykiss), el pez cabeza de oveja (Cyprinodon variegatu), pez cebra (Danio rerio), camarones del género Mysidopsis y la especie Palaemonetes pugio, ostras (Crassostreas), anfípodos como Hyalella Azteca y el mejillón mediterráneo (Mytilus galloprovincialis).
Según lo definido por la Sociedad Americana para Pruebas y Materiales (American Society for Testing and Materials o ASTM International), estas especies se seleccionan habitualmente en función de su disponibilidad, importancia comercial, recreativa y ecológica, uso exitoso en el pasado y uso reglamentario.

### Métodos de análisis estandarizados
Se ha publicado una variedad de métodos de análisis estandarizados aceptables. 
Algunas de las agencias más ampliamente aceptadas para publicar estos métodos en Estados Unidos son: la Asociación Estadounidense de Salud Pública (American Public Health Association), la Agencia de Protección del Medio Ambiente (US Environmental Protection Agency o EPA), la ASTM International, la Organización Internacional de Normalización (International Organization for Standardization), uno de los ministerios de Canadá denominado Environment and Climate Change Canada, y la Organización para la Cooperación y el Desarrollo Económicos (Organisation for Economic Co-operation and Development). 
Los métodos estandarizados ofrecen la capacidad de comparar los resultados obtenidos con estos métodos entre diferentes laboratorios.
Existen muchos tipos de análisis de toxicidad ampliamente aceptados por el método científico y las agencias reguladoras. 
El tipo de método utilizado depende de muchos factores: la agencia reguladora específica que realiza la prueba, los recursos disponibles, las características físicas y químicas del medio ambiente, el tipo de tóxico, las especies disponibles en el medio, los análisis de laboratorio y de campo, la selección del punto final y el tiempo y los recursos disponibles para realizar los análisis son algunos de los factores de influencia más comunes en el diseño de las pruebas.

### Test de sedimentos

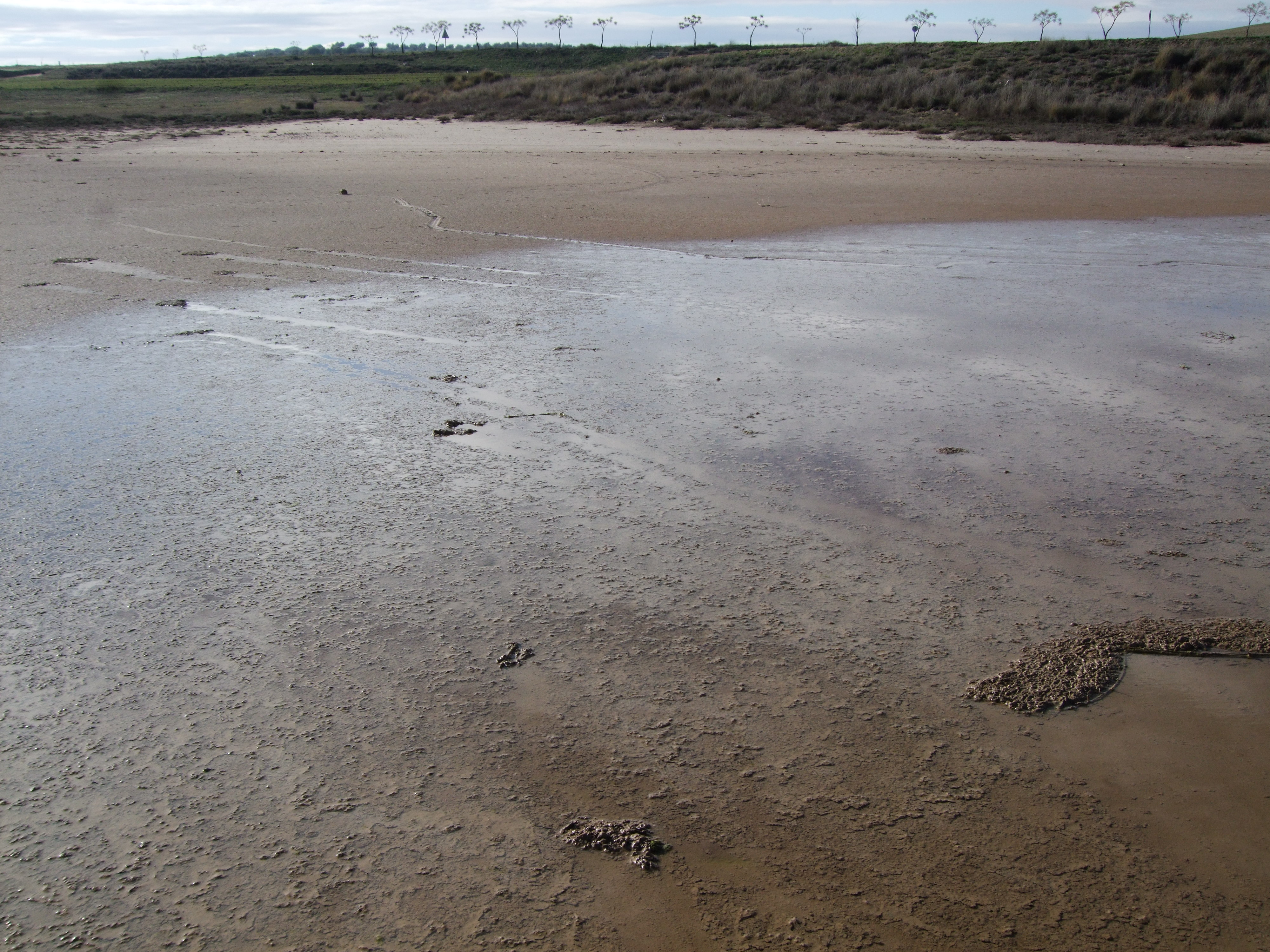
Sedimentos en aguas

En algún punto, la mayoría de los químicos de origen antrópico y de fuentes naturales se acumulan en los sedimentos. 
Por este motivo, la toxicidad de los sedimentos puede jugar un papel importante en los efectos biológicos adversos observados en los organismos acuáticos, especialmente en aquellos que habitan hábitats bentónicos. 
Una aproximación recomendable para los test de sedimentos es aplicar la Tríada de calidad de sedimentos (SQT) que implica examinar simultáneamente la química del sedimento, toxicidad y las alteraciones de campo para obtener una información más completa. La recolección, el manejo y el almacenamiento del sedimento puede tener efectos sobre la biodisponibilidad y, por esta razón, se han desarrollado métodos estándar para este propósito.

## Efectos toxicológicos
La toxicidad puede dividirse en dos grandes categorías: 
- Toxicología directa: es el resultado de un tóxico actuando en el área de actuación o en el organismo.
- Toxicología indirecta: ocurre cuando hay un cambio en el ambiente físico, químico o biológico.

La letalidad es el efecto más común usado en la toxicología y utilizado como criterio de valoración para pruebas de toxicidad aguda. Mientras se realizan pruebas de toxicidad crónicas, los efectos subletales son los indicadores finales que se observan. Estos indicadores finales incluyen cambios en el comportamiento, psicológicos, bioquímicos, histológicos.
Hay varios efectos que ocurren cuando un organismo se expone simultáneamente a dos o más tóxicos. Estos efectos incluyen efectos aditivos, sinergismos, efectos de potenciación y efectos antagonistas. 
Efecto aditivo sucede cuando la combinación de los efectos es igual a la suma de los efectos individuales. 
Efecto sinérgico ocurre cuando la combinación de los efectos es mucho mayor que la suma de los efectos individuales.
La potenciación es un efecto que ocurre cuando un químico individual que no tiene ningún efecto se añade a un tóxico, y su combinación tiene un efecto mayor que el tóxico solo.
Efecto antagonista ocurre cuando una combinación de químicos tiene menos efectos que la suma de sus efectos individuales.

## Recursos importantes de toxicología acuática

Logo of the United States Environmental Protection Agency

- ASTM International (Anterior Sociedad Americana para Pruebas y Materiales) Una organización basada en el consenso, que representa a 135 países, que desarrolla y distribuye métodos estándares voluntarios internacionales para las pruebas de toxicidad acuática.[8]
- Métodos Estándar para el Análisis de Agua y Aguas Residuales. Una recopilación de técnicas para el análisis de agua, publicado conjuntamente por la American Public Health Association (APHA), la American Water Works Association (AWWA) y la Water Environment Federation.[9]

- “Ecotox” Una base de datos mantenida por la EPA que ofrece información sobre la toxicidad química única con fines tanto acuáticos como terrestres.[10]
- Society of Environmental Toxicology and Chemistry (SETAC) (La sociedad de la toxicología y química ambiental). Una sociedad sin ánimo de lucro y universal que trabaja para promover la investigación científica para mejorar nuestro conocimiento de los estresantes ambientales, la educación ambiental y el uso de la ciencia en la política ambiental.

## Terminología
- Dosis letal media (LC50): la concentración química que se espera que mate al 50% de un grupo de organismos.
- Nivel efectivo medio (EC50): la concentración que se espera que tenga uno o más efectos específicos en el 50% de un grupo de organismos.
- Residuo crítico del cuerpo (CBR): un enfoque que examina rutinariamente la concentración química de todo el cuerpo de un organismo expuesto que se asocia con una respuesta biológica adversa.[11]
- Toxicidad de referencia: se refiere a la narcosis, que es una depresión de la actividad biológica debido a toxinas presentes en el organismo.
- Biomagnificación: proceso por el cual la concentración de un químico en los tejidos de un organismo aumenta a medida que asciende el nivel trófico.
- Nivel más bajo con efecto (LEOC): la concentración de prueba mínima que tiene un efecto estadísticamente significativo durante un tiempo de exposición específico.
- Nivel sin efecto adverso observable (NOEC): la concentración de prueba más alta para la cual no hay efectos observables en relación con un control durante un tiempo de exposición específico.
- Concentración máxima aceptable del tóxico (MATC): un valor estimado que representa la mayor concentración “sin efecto” de una sustancia específica en un rango que incluye NOEC y LOEC.
- Factor de aplicación (AF): concentración de un químico empíricamente hallada.
- Biomonitorizacion: el uso prolongado de organismos vivos para analizar los cambios ambientales durante un tiempo.
- Vertido: descarga industrial líquida que normalmente contiene diversos tóxicos químicos
- Relación cuantitativa estructura-actividad (QSAR): método para modelar la relación entre la actividad biológica y la estructura de los químicos orgánicos.
- Modo de acción: una colección de comportamientos comunes o signos psicológicos que representan un tipo de respuesta adversa.
- Mecanismo de acción: Los eventos detallados que tienen lugar a nivel molecular durante la respuesta biológica adversa
- Kp: el coeficiente de partición octanol-agua que representa la proporción de la concentración del químico que se disuelve en octanol frente la concentración del químico que se disuelve en agua.
- Factor de bioconcentración (BCF): la proporción de la concentración media de un químico en los tejidos de los organismos en un estado de reposo frente la concentración media de un químico medido en aguas a las que los organismos están expuestos.

Todos los términos provienen de Rand.

## Importancia en el contexto legislativo en Estados Unidos
En los Estados Unidos, la toxicología acuática juega un importante papel en el programa de permisos de aguas residuales NPDES. Mientras la mayoría de vertidos de aguas residuales generalmente realizan pruebas analíticas químicas para contaminantes conocidos, las pruebas de toxicidad de vertidos completos se han estandarizado y se realizan rutinariamente como herramienta para evaluar los posibles efectos nocivos de otros contaminantes no regulados específicamente en los permisos de descarga.
El programa de calidad del agua de la EPA ha publicado criterios de calidad (para contaminantes individuales) y estándares de calidad del agua que se derivaron de pruebas de toxicidad acuática.

### Directrices de calidad del sedimento
Mientras que las directrices de calidad de sedimentos no están destinadas a la regulación, proporcionan una forma de clasificar y comparar la calidad del sedimento desarrollada por la Administración Nacional Oceánica y Atmosférica (NOAA). Estas directrices de calidad del sedimento están resumidas en las tablas de referencia rápida de NOAA (SQuiRT) para diferentes productos químicos.